# Simon Peter Ernst
Simon Peter Ernst (* 6. August 1744 in Aubel; † 11. Dezember 1817 in Afden, heute Ortsteil von Herzogenrath) war ein aus dem Herzogtum Limburg stammender katholischer Ordensgeistlicher und Geschichtsschreiber.

## Leben und Wirken
Der Sohn des Bürgermeisters der Gemeinde Fouron-Saint-Martin (nl: Sint-Martens-Voeren) sowie Gemeindesekretärs von Aubel Guillaume Ernst (* 1719) und der Marie Jeanne Dael (* 1713) erhielt zunächst auf Wunsch des Vaters, welcher selbst ein ehemaliger Schüler des Professor für kanonisches Recht Zeger Bernard van Espen gewesen war, Unterricht in Latein und wurde dann auf ein Gymnasium in Mainz geschickt. Anschließend trat Ernst im Jahre 1763 als Novize bei den Augustiner-Chorherren der Abtei Rolduc ein und legte ein Jahr später am 17. August 1764 sein Gelübde ab. Nach kurzzeitigem Einsatz als Bibliothekar und Archivar begann Ernst an der Universität Löwen sein Studium der Theologie, welches er mit der Promotion abschloss. Anschließend wurde er am 23. September 1769 in Lüttich zum Priester geweiht. Im Jahre 1774 folgte er einen Ruf wieder zurück an seine frühere Wirkungsstätte in Rolduc, wo er die Professur für Theologie übernahm.
Hier setzte sich Ernst in seiner Lehrtätigkeit maßgeblich dafür ein, dass die noch unter Abt Johann Bock im Jahr 1680 begonnenen Reformen zur Rückbesinnung auf ein strengeres Ordensleben und das Festhalten an überlieferten konservativen Traditionen beibehalten werden sollten und stellte sich damit gegen das von Kaiser Joseph II. erlassene Toleranzpatent. Nachdem er seine Ansichten ab 1783 auch in mehreren Broschüren publiziert hatte, ging dies einem einflussreichen Teil seiner Glaubensbrüder zu weit, die sich eher mit dem so genannten Josephinismus anfreunden konnten und sie veranlassten daraufhin im Jahre 1787 seine Entlassung aus dem Kloster. Sie übertrugen ihm eine vakante Pfarrstelle in dem benachbarten Ort Afden, heute zu Herzogenrath gehörend, welche unter dem Patronat des Klosters stand.
In den folgenden Jahren fand Ernst in diesem Amt genügend Zeit, sich zum Teil auch anonym  literarisch zu entfalten. Mit den nun auch einsetzenden Auswirkungen durch die Französische Revolution und der Annexion der österreichischen Niederlande durch die Franzosen schloss sich Ernst im Gegensatz zur Mehrheit seiner Glaubensbrüder der von den Franzosen auf kirchlichem Gebiet eingeführten neuen Ordnung wie beispielsweise der Trennung von Staat und Kirche und die Pluralität der religiösen Bekenntnisse an. Er verteidigte in diesem Zusammenhang unter anderem in vielen meist anonym gedruckten Kundgebungen den „Priestereid“ auf die neue Verfassung. Mit dem Konkordat von 1801 hatten sich diese Streitpunkte für Ernst schließlich erledigt. Zwischenzeitlich war während der französischen Besatzungszeit die Abtei Rolduc am 1. September 1796 durch die Franzosen aufgelöst worden, aber Simon Peter Ernst sorgte mit sechs ehemaligen Mitbrüdern dafür, dass die leerstehenden Gebäude und die Ländereien zurückgekauft und 1817 nach seinem Tode dem Bistum Lüttich übergeben werden konnten, welches die Abtei später ab 1831 als Priesterseminar nutzte. Mit dieser Initiative sicherte Ernst den Fortbestand von Rolduc auf Dauer.
In seinen letzten etwa 15 Lebensjahren beschäftigte sich Ernst hauptsächlich und intensiv mit der Erforschung der Geschichte Limburgs, die er in sieben Bänden niederschrieb. Die Herausgabe des Werkes erlebte er selbst aber nicht mehr, sondern sein Neffe Edouard Lavalleye übernahm 1837 diese Aufgabe. In seinem Gesamtwerk integrierte er in der Ausgabe des sechsten Bandes die Jahrbücher von Rolduc, die Annales Rodenses, welche erstmals im Jahre 1104 begonnen worden waren und vom Abt Nikolaus Heyendal zu Beginn des 18. Jahrhunderts fortgeschrieben wurden. Ernst hatte diese Annalen vor den Zugriff der Franzosen in seiner Pfarrei verborgen gehalten. Die „Histoire de Limbourg“ beinhalten ferner aufschlussreiche und neue Erkenntnisse über die Grafschaft Löwen, das Haus Limburg-Arlon, die Herrschaft Heinsberg und Valkenburg, die Vereinigte Herzogtümer Jülich-Kleve-Berg, Grafschaft Mark und das Herzogtum Geldern und deren jeweiligen Regenten.
Darüber hinaus schrieb er für die Stadt Aachen ein Kopialbuch für das Aachener Münster und rettete vor allem durch seine rechtzeitige Abschrift der „Annales Aquensis“, dessen Originalurkunden während der französischen Okkupation verloren gingen, diese vor dem endgültigen Verlust. Der spätere Aachener Heimatforscher und Bibliothekarsleiter Christian Quix übernahm schließlich diese Abschriften in seinem 1830 angefertigten „codex diplomaticus aquensis“. Weiterhin verfasste Ernst selbst einen ausführlichen „codes diplomaticus“ über die Grafen von Ardenne, und Hennegau sowie über das Haus Lothringen und begann einen weiteren über die Grafen von Salm-Dyck, welchen er aber bedingt durch seinen Tod am 11. Dezember 1817 nicht mehr beenden konnte.
Für seine historischen und literarischen Erfolge wurde Ernst als Mitglied in die Königliche Akademie der Wissenschaften in Brüssel aufgenommen.
Bereits zu Lebzeiten unterstützte er die Armen in seiner Gemeinde mit ausgiebigen Spenden und hinterließ ihnen nach seinem Tod noch weitere 1000 Reichstaler. Seine umfangreiche Bibliothek vererbte er dem Priesterseminar in Lüttich. Im Jahre 2001 benannte die Stadt Kerkrade, auf deren Gebiet die Abtei Rolduc liegt, einen Weg nach Simon Peter Ernst.

## Schriften (Auswahl)
- Ordines Apud Brabantos Ejusdem Cum Eorum Principibus Esse Ætatis : Ad Illustrissimorum Ordinum Sententiam in Libellis 29 Jan. & 23 Apr. datis expressam, Trajecti ad Mosam, Leekens, Maastricht, 1788 (Digitalisat)
- Histoire abrégée du tiers-état de Brabant, ou mémoire historique dans lequel ... on voit l’origine des communes en Brabant, l’époque & les causes de l’intervention de leurs deputés aux Assemblées de la Nation, & les occasions ou elles se sont particulièrement distinguées ...., Lekens, Maastricht 1788
- Observations sur l’instruction en forme de catéchisme, publiées par le professeur Eulogius Schneider à Bonn, par un ami de la vérité, Köln, 1791
- Réflexions sur le décret de Rome et la décision de quelques eveques – Rélativement au Serment de haine &c. exigé en vertu de la Loi du 19 Fructidor an 5, Nypels, Maastricht, 1798
- Tableau historique et chronologique des suffragants ou coévêques de Liége, Vise, 1806
- Notice historique sur le château et les anciens Seigneurs d’Argenteau, Vise, 1806
- Des comtes de Durbuy et la Roche au XI e XII. siècle, 1816
- Simon Peter Ernst/ Edouard Lavalleye (Hrsg.): Histoire de Limbourg, suivie de celle des comtés de Daëlhem et de Fauquemont, des annales de l’abbaye de Rolduc. par M. S. P. Ernst, curé d’Afden. ancien chanoine de Rolduc. l’un des auteurs à véritier les dates, à Liége chez Collardin, 7 Bände, Lüttich, 1837